# Beria Onger
Beria Onger, właśc. Bakiye Beria Onger (ur. 1921, zm. 13 lutego 2015 w Stambule) – turecka działaczka feministyczna i pisarka. Była pionierką postępowego ruchu kobiecego w Turcji. Przewodniczyła Postępowemu Stowarzyszeniu Kobiet (tur. İlerici Kadınlar Derneği, İKD), dopóki nie zostało zakazane po zamachu stanu w 1980. Onger kandydowała również do Senatu jako członkini Komunistycznej Partii Turcji (TKP) w 1979.

## Życiorys
Studiowała prawo na Wydziale Prawa Uniwersytetu w Ankarze, który ukończyła w 1941. Pracowała jako urzędniczka państwowa, po czym w 1957 rozpoczęła samodzielną praktykę prawniczą.
W 1965 założyła niewielką organizację kobiecą. Następnie w 1975 została prezeską-założycielką Postępowego Stowarzyszenia Kobiet (tur. İlerici Kadınlar Derneği, İKD), która walczyła o demokratyczne i ekonomiczne prawa kobiet. Kierowała organizacją aż do jej zamknięcia przez rząd w 1979. Była również założycielka Stowarzyszenia Pokoju działającego w latach 1977-1980. 
Pracowała także jako dziennikarka, publikując artykuły w obronie praw kobiet w gazecie „Cumhuriyet” i czasopismach związków zawodowych, w tym w „Akşam” w latach, gdy gazeta ta była własnością Konfederacji Tureckich Związków Zawodowych. Była również redaktorką naczelną gazety „Kadınların Sesi” (pol. Głos Kobiet), która stanowiła organ prasowy Postępowej Organizacji Kobiet. Poza tym opublikowała kilka książek i broszur na temat wyzwolenia kobiet w Turcji.
W wyborach w 1979 kandydowała do Senatu Republiki Turcji jako kandydatka niezależna, związana z Komunistyczną Partią Turcji (TKP). W Stambule otrzymała 22 000 głosów, ale nie została wybrana. 
Zmuszona została do ucieczki za granicę po tureckim zamachu stanu w 1980, ale później wróciła do Turcji. 